# コンカラー (原子力潜水艦)
|                                                                                           | |
| デヴォンポート海軍基地に係留されるコンカラー（手前）とウォースパイト（奥）。2006年8月撮影 | |
| 艦歴                                                                                      | |
| 発注                                                                                      | |
| 起工                                                                                      | 1967年12月5日 |
| 進水                                                                                      | 1969年8月18日 |
| 就役                                                                                      | 1971年11月9日 |
| 退役                                                                                      | 1990年8月2日 |
| その後                                                                                    | |
| 除籍                                                                                      | |
| 性能諸元                                                                                  | |
| 排水量                                                                                    | 水上 4,200トン 水中 4,900トン |
| 全長                                                                                      | 86.9m |
| 全幅                                                                                      | 10.1m |
| 吃水                                                                                      | 8.2m |
| 機関                                                                                      | ロールス・ロイスPWR1型加圧水型原子炉 1基 イングリッシュ・エレクトリック ギアード蒸気タービン 1基 パックスマン ディーゼル・エレクトリック機関 (補機) 1軸推進 |
| 最大速                                                                                    | 水中 28ノット 水上 20ノット |
| 潜行深度                                                                                  | |
| 乗員                                                                                      | 103名 |
| 兵装                                                                                      | 21インチ魚雷発射管 6門 (魚雷 26発、後にハープーンの運用能力追加)                                                                                            |
| 探索装置                                                                                  | Type2001型ソナー (探信/受聴) 2007型ソナー (受聴) 197型ソナー (音響要撃受信機) 1008型レーダー UAL (ESM) TCSS 9/TDHS(DCA)                                     |

コンカラー (HMS Conqueror, S48) は、イギリス海軍の原子力潜水艦。チャーチル級原子力潜水艦の2番艦。イギリスの軍艦で (en:HMS Conqueror) コンカラーの名を受け継いだ艦としては9代目にあたる。1982年のフォークランド紛争でアルゼンチン海軍の巡洋艦ヘネラル・ベルグラノを魚雷攻撃によって撃沈した。これは2022年時点で、原子力潜水艦による史上唯一の戦果となっている。

## 艦歴
コンカラーはバーケンヘッドキャメル・レアード造船所で1967年12月5日に起工、1969年8月18日に進水し1971年11月9日に就役した。
冷戦期イギリスの他の原子力潜水艦と同様、その主たる目的はソ連海軍の脅威に対抗することであり、ソ連の原子力潜水艦の活動の監視にあたり、あるいは潜水艦や水上艦を攻撃することを目指して建造された。

### フォークランド紛争
しかしながら、コンカラーの名を高からしめたのはソ連からは程遠い南西大西洋での戦い、すなわちフォークランド紛争における戦果であった。アルゼンチン軍のフォークランド侵攻から2日後の1982年4月3日、クリストファー・リーフォード＝ブラウン (Christopher Wreford-Brown) 中佐の指揮のもと、ファスレーン海軍基地を出港したコンカラーは、21日後にはフォークランド諸島周辺の航行封鎖海域に到達し、2隻のスウィフトシュア級原子力潜水艦とともにイギリス機動部隊に加わり、機動部隊の外縁の警戒にあたった。コンカラー以下、これらの潜水艦はアルゼンチン海軍の艦艇の活動状況の調査、とりわけ空母ベインティシンコ・デ・マヨの動向の調査を命じられていた。しかしながら、4月30日、コンカラーが捕捉したのは巡洋艦ヘネラル・ベルグラノ以下、駆逐艦2隻からなる水上戦闘群であった。ヘネラル・ベルグラノはフォークランドの南西を航行していたものの、航行封鎖水域外にとどまっていた。ヘネラル・ベルグラノの動向はただちにノースウッドのイギリス艦隊作戦本部とイギリス機動部隊司令部に通報されたが、このとき、コンカラーに課せられていた交戦規則によれば、イギリス側が通告した航行封鎖水域の外にとどまる限りアルゼンチン海軍艦艇を攻撃することはできなかった。
これとほぼ同時に、イギリス機動部隊の北方からはA-4からなる航空団を搭載したベインティシンコ・デ・マヨに率いられた空母機動部隊が、西方からはフランス製のエグゾセ対艦ミサイルを装備したフリゲートからなる水上戦闘群がそれぞれ展開しつつあり、アルゼンチン海軍がイギリス機動部隊を3方向から包囲しつつあることが明らかであった。
ヘネラル・ベルグラノを追跡していたコンカラーには別の難問があった。ヘネラル・ベルグラノを中心とする水上戦闘群がとどまっている海域はバードウッド・バンクと呼ばれる浅瀬であり、その浅深度がコンカラーの行動を困難なものにしていただけでなく、この水上戦闘群の動向如何によっては阻止の機を失う危険があった。いずれにせよ、それ以上の行動には上層部の判断が必要であった。
5月2日、ノースウッドのイギリス艦隊作戦本部は政府との協議の上、封鎖水域外に未だとどまっていたヘネラル・ベルグラノを撃沈する指令を発した。この指令では、副次的に、必要とあらば他の2隻に対する攻撃も許容していた。リーフォード＝ブラウン中佐は、ソナーおよび潜望鏡から得られる情報からヘネラル・ベルグラノへの接近ルートをとり、必要な射撃解析値を得て、16時頃に3発のMk8魚雷を発射した。このうち2発がヘネラル・ベルグラノに命中・爆発し、ヘネラル・ベルグラノは17時頃に沈没した。
同行していた2隻の駆逐艦がヘネラル・ベルグラノの撃沈に気づくまでには時間がかかり、全ての生存者が救助されるまでには48時間を要した。イギリス側の記録によれば、この際、駆逐艦から爆雷の投下が行われたとされているが、この事実をうらづけるアルゼンチン側の記録はない。この撃沈によるアルゼンチン海軍乗員の死者は323名に及び、フォークランド紛争において、一度の交戦で生じた死者数としては最大のものとなった。この後、2隻の駆逐艦はそれ以上に封鎖水域に接近することなく、離脱していったが、交戦規定上、追い討ちを禁じられていたコンカラーにそれ以上の交戦の機会は訪れなかった。
コンカラーの戦役は、これで終わりになったわけではなかった。アルゼンチンの人々と独裁政権に衝撃を与えたコンカラーとその乗員は、数日にわたってアルゼンチン空軍による捜索と攻撃に晒されたが、それらが功を奏することはなかった。その後のコンカラーに交戦の機会はなく、アルゼンチン本土から飛来する航空攻撃を通報することで機動部隊に支援を提供した。
戦争終結後、ファスレーンに帰還したコンカラーはイギリス潜水艦隊における戦果を挙げた際の伝統に従って、ジョリー・ロジャー旗 (ドクロ旗) を掲げて入港した。後日、リーフォード＝ブラウンはこの一件について問われて、次のように応えた。「イギリス海軍における13年間の積み重ねがこのような機会を私にもたらしてくれた。あの機会を生かすことができなかったら、この積み重ねをすっかり無駄にしてしまうことになっていただろう。」

### バーメイド作戦
1982年後半、コンカラーはポーランドの旗を掲げた曳航船からソビエトの曳航式ソナーアレイを奪取するためのバーメイド作戦に参加した。この作戦は、イギリス軍とアメリカ軍の共同任務であり、ソビエト領海の境界で実施された。コンカラーは、船首に取り付けられたペンチを使用して、3インチの太いワイヤーを剪断しソナーを回収することに成功。その後クライド海軍基地に帰投した。

### その後
コンカラーはその後、戦役に赴くことはなかった。1980年代に同級の他の艦と同じく炉心交換工事と同時に近代化改装を施され、2001型ソナーを2020型ソナーに、197型音響要撃受信機を2019型 PARISに、さらに射撃指揮装置をDCB型に、それぞれ換装されたほか、2026型曳航ソナーアレイが追加装備された。この際の改装には、1番艦のチャーチル (HMS Churchill)で実施されたハープーン運用試験 (1980年2月) の実績を踏まえての、ハープーン運用能力の付加も含まれていた。
この改装工事は1987年に完了したものの、同年に改装工事中であったヴァリアント級2番艦ウォースパイトに、冷却水管系の亀裂が発見されたため、同じ設計の機関部を搭載するヴァリアント級およびチャーチル級は、順次、早期解役されることが決定した。コンカラーは1991年に解役され、核燃料を撤去し再利用可能な装備を取り外された後、すべての開口部を封鎖した状態でデヴォンポートで保管されている。ただし、潜望鏡だけはゴスポートのイギリス海軍博物館で展示されており、一般に公開されている。